# Harper, Iowa
Harper är en ort i Keokuk County i Iowa. Vid 2020 års folkräkning hade Harper 118 invånare.